# Liste der Baudenkmäler in Hofkirchen (Donau)
Auf dieser Seite sind die Baudenkmäler in dem niederbayerischen Markt Hofkirchen zusammengestellt. Diese Tabelle ist eine Teilliste der Liste der Baudenkmäler in Bayern. Grundlage ist die Bayerische Denkmalliste, die auf Basis des Bayerischen Denkmalschutzgesetzes vom 1. Oktober 1973 erstmals erstellt wurde und seither durch das Bayerische Landesamt für Denkmalpflege geführt wird. Die folgenden Angaben ersetzen nicht die rechtsverbindliche Auskunft der Denkmalschutzbehörde.

## Baudenkmäler nach Ortsteilen

### Hofkirchen
| Lage                             | Objekt                                    | Beschreibung | Akten-Nr.             | Bild           |
| -------------------------------- | ----------------------------------------- | --- | --------------------- | -------------- |
| Am Kreuzberg 2 (Standort)        | Wallfahrtskirche                          | Wallfahrtskirche Mater Dolorosa auf dem Kreuzberg, halbrund schließende Saalkirche mit Glockendachreiter auf gestuften Konsolen, um 1770; mit Ausstattung. | D-2-75-127-8 Wikidata | BW             |
| Garhamer Straße 27 (Standort)    | Sommerkeller                              | Sommerkeller, Walmdachhaus mit weitem Dachvorstand und Eisenbalkon, biedermeierlich, von 1830/40.                                                          | D-2-75-127-1 Wikidata | BW             |
| Kaiserstraße 1 (Standort)        | Pfarrhaus                                 | Pfarrhaus, ehemals Gerichtshaus, Eckbau des 16. Jahrhunderts, mit Staffelgiebel.                                                                           | D-2-75-127-2 Wikidata | BW             |
| Kaiserstraße 14 (Standort)       | Gasthaus                                  | Gasthaus, mit Halbwalmdach und Gurtgesims, um 1830/40. | D-2-75-127-3 Wikidata | BW             |
| Marktplatz 5 (Standort)          | Katholische Pfarrkirche Mariä Himmelfahrt | Katholische Pfarrkirche Mariä Himmelfahrt, spätgotischer Bau des ausgehenden 15. Jahrhunderts, Westturm auf älterem Unterbau; mit Ausstattung.             | D-2-75-127-4 Wikidata | weitere Bilder |
| Marktplatz 6 (Standort)          | Wohnhaus                                  | Wohnhaus, biedermeierlicher Walmdachbau mit Gurtgesims, rustizierten Fensterumrahmungen und geschnitzten Läden, erbaut 1834.                               | D-2-75-127-5 Wikidata | BW             |
| Marktplatz 17 (Standort)         | Ehemaliges Bauernanwesen                  | Ehemaliges Bauernanwesen, stattlicher Zweiflügel-Eckbau mit Walmdächern, 1. Hälfte 19. Jahrhundert                                                         | D-2-75-127-6 Wikidata | BW             |
| Vilshofener Straße 18 (Standort) | Ehemaliger Gasthof mit Ökonomie           | Ehemaliger Gasthof mit Ökonomie, zweigeschossige Vierflügelanlage mit Walmdächern, 18. oder frühes 19. Jahrhundert, Nord- und Westflügel 1954 verändert.   | D-2-75-127-7 Wikidata | BW             |

### Edlham
| Lage                 | Objekt                       | Beschreibung | Akten-Nr.             | Bild |
| -------------------- | ---------------------------- | --- | --------------------- | ---- |
| Edlham 20 (Standort) | Wohnhaus eines Vierseithofes | Zweigeschossiger Obergeschoss-Blockbau mit vorschießendem Flachsatteldach und zwei giebelbreiten Schroten, letztes Viertel 18. Jahrhundert | D-2-75-127-9 Wikidata | BW   |

### Entweg
| Lage                    | Objekt                                  | Beschreibung                                                                                                | Akten-Nr.              | Bild |
| ----------------------- | --------------------------------------- | --- | ---------------------- | ---- |
| Entweg 107 h (Standort) | Wohnteil eines ehemaligen Dreiseithofes | Zweigeschossiger Frackdachbau mit Blockbau-Obergeschoss und umlaufendem Schrot, gegen Mitte 19. Jahrhundert | D-2-75-127-11 Wikidata | BW   |

### Garham
| Lage                       | Objekt                               | Beschreibung | Akten-Nr.              | Bild                                 |
| -------------------------- | ------------------------------------ | --- | ---------------------- | ------------------------------------ |
| Am Kirchberg 8 (Standort)  | Katholische Pfarrkirche St. Nikolaus | Katholische Pfarrkirche St. Nikolaus, spätgotische Chorturmkirche, um 1750 barockisiert, 1833/34 verlängert; mit Ausstattung; 1906 Turmaufbau. | D-2-75-127-13 Wikidata | Katholische Pfarrkirche St. Nikolaus |
| Am Kirchberg 11 (Standort) | Wegkapelle                           | Giebelständiger Satteldachbau mit spitzbogiger Öffnung, neugotisch, 2. Hälfte 19. Jahrhundert                                                  | D-2-75-127-15 Wikidata | BW                                   |
| Dorfplatz 1 (Standort)     | Gasthaus                             | Stattlicher Mansardwalmdachbau mit geschweiftem Zwerchhaus, 1. Drittel 19. Jahrhundert                                                         | D-2-75-127-14 Wikidata | BW                                   |

### Gelbersdorf
| Lage                      | Objekt                                     | Beschreibung | Akten-Nr.              | Bild |
| ------------------------- | ------------------------------------------ | --- | ---------------------- | ---- |
| Gelbersdorf 47 (Standort) | Stattliches Bauernhaus eines Vierseithofes | Stattliches Bauernhaus eines Vierseithofes, verputzter Blockbau mit Flachdach und zwei Giebelschroten, im Kern Ende 18. Jahrhundert | D-2-75-127-16 Wikidata | BW   |

### Grubhof
| Lage                   | Objekt                              | Beschreibung | Akten-Nr.              | Bild           |
| ---------------------- | ----------------------------------- | --- | ---------------------- | -------------- |
| Grubhof (Standort)     | Dorfkapelle, sogenannte Pestkapelle | Traufständiger mit Walmdachbau mit stichbogiger Apsis und Vorbau auf gedrechselten Pfosten, frühes 19. Jahrhundert; mit Ausstattung | D-2-75-127-22 Wikidata | weitere Bilder |
| Grubhof 114 (Standort) | Einfirsthof                         | Einfirsthof, Obergeschoss-Blockbau mit zwei Giebelschroten und leicht aufgesteiltem Flachdach, 1. Hälfte 19. Jahrhundert            | D-2-75-127-17 Wikidata | BW             |
| Grubhof 115 (Standort) | Ehemaliges Schloss                  | Reste der Ost- und Südfront, sowie Teile des Torbaues, spätmittelalterlich, einbezogen in Bauernhaus.                               | D-2-75-127-18 Wikidata | weitere Bilder |
| Grubhof 118 (Standort) | Mühle                               | Mühle, stattlich, mit Schopfwalmdach, stuckierte Fensterumrahmungen, erbaut 1810.                                                   | D-2-75-127-21 Wikidata | weitere Bilder |

### Hilgartsberg
| Lage                               | Objekt                 | Beschreibung | Akten-Nr.              | Bild           |
| ---------------------------------- | ---------------------- | --- | ---------------------- | -------------- |
| Hilgartsberg 41 (Standort)         | Wohnhaus               | Kleiner zweigeschossiger und traufständiger Obergeschoss-Blockbau mit vorkragendem Flachsatteldach, Ende 18. Jahrhundert | D-2-75-127-26 Wikidata | BW             |
| Hilgartsberg 43 1/3, 44 (Standort) | Burgruine Hilgartsberg | über dem linken Donauufer auf dreiseitig steil abfallendem Hügel etwa dreieckige Anlage romanischen Ursprungs, Bausubstanz überwiegend 2. Hälfte 14. Jahrhundert; östlich Torturm und Mauer; nordwestlich hohe Zwingermauer mit zweitem Torbau; an der Ecke ehemalige Schlosskapelle St. Georg, romanisch mit spätgotischem Gewölbe, nördlich Hauptburg mit Torbau, Wohnbau und Burghof, zur Donauseite mit hoher durchfensterter Bruchsteinfront; Nordseite durch Ringmauerreste markiert. | D-2-75-127-25          | weitere Bilder |

### Klafterding
| Lage                              | Objekt      | Beschreibung                                                                                         | Akten-Nr.              | Bild |
| --------------------------------- | ----------- | --- | ---------------------- | ---- |
| nordwestlich des Ortes (Standort) | Feldkapelle | Zum Hof gehörige Feldkapelle, halbrund schließendes, offenes Gehäuse mit Walmdach, 1. Hälfte 19. Jh. | D-2-75-127-27 Wikidata | BW   |

### Neuderting
| Lage                    | Objekt     | Beschreibung | Akten-Nr.              | Bild |
| ----------------------- | ---------- | --- | ---------------------- | ---- |
| Neuderting 4 (Standort) | Bauernhaus | Ehem. Bauernhaus, zweigeschossiger und traufständiger Obergeschoss-Blockbau mit vorschießendem Flachsatteldach und Traufschrot, 1. Drittel 19. Jh. | D-2-75-127-28 Wikidata | BW   |

### Oberneustift
| Lage                                                  | Objekt     | Beschreibung                                                                                   | Akten-Nr.              | Bild |
| ----------------------------------------------------- | ---------- | ---------------------------------------------------------------------------------------------- | ---------------------- | --- |
| Mittelfeld (am östlichen Ortsrand) (Standort)         | Wegkapelle | Dorfkapelle, giebelständiger Satteldachbau mit stichbogigem Eingang, 19. Jh.; mit Ausstattung. | D-2-75-127-33 Wikidata | BW |
| Nähe St 2119 (westlich an der Hauptstraße) (Standort) | Wegkapelle | Wegkapelle, Anfang 19. Jh.                                                                     | D-2-75-127-32 Wikidata | [[Vorlage:Bilderwunsch/code!/C:48.667998,13.183131!/D:Nähe St 2119 (westlich an der Hauptstraße), Wegkapelle!/\|BW]] |

### Oberngschaid
| Lage                                              | Objekt                       | Beschreibung | Akten-Nr.              | Bild |
| ------------------------------------------------- | ---------------------------- | --- | ---------------------- | --- |
| Oberngschaid 2 (Standort)                         | Wohnhaus eines Vierseithofes | Zweigeschossiger und traufständiger Obergeschoss-Blockbau mit vorschießendem Flachsatteldach und Traufschrot, Anfang 19. Jahrhundert | D-2-75-127-35 Wikidata | BW |
| Oberes Feld (am südlichen Ortsausgang) (Standort) | Wegkapelle                   | Wegkapelle, traufständiges Gehäuse mit vorkragendem Satteldach, 1. Hälfte 19. Jh.                                                    | D-2-75-127-36 Wikidata | [[Vorlage:Bilderwunsch/code!/C:48.688857,13.166777!/D:Oberes Feld (am südlichen Ortsausgang), Wegkapelle!/\|BW]] |

### Oitzet
| Lage                  | Objekt     | Beschreibung                                                                                    | Akten-Nr.              | Bild |
| --------------------- | ---------- | ----------------------------------------------------------------------------------------------- | ---------------------- | ---- |
| Oitzet 120 (Standort) | Bauernhaus | Bauernhaus, mit Flachdach, Blockbau-Giebel und zwei Schroten, 2. Hälfte 18. Jahrhundert         | D-2-75-127-38 Wikidata | BW   |
| Oitzet 121 (Standort) | Bauernhaus | Bauernhaus, mit Blockbau-Obergeschoss und Giebelschrot, 2. Hälfte 18. Jahrhundert, Dach später. | D-2-75-127-39 Wikidata | BW   |

### Philippswart
| Lage                           | Objekt    | Beschreibung | Akten-Nr.              | Bild |
| ------------------------------ | --------- | --- | ---------------------- | ---- |
| Philippswart 29 1/2 (Standort) | Einzelhof | Einzelhof, von drei traufständig freistehenden Gebäuden mit Zinnengiebeln gebildeter Gevierthof, bez. 1847/50; Wohnhaus, zweigeschossiger und traufständiger Satteldachbau mit Bauinschrift; Stall, Steildachbau mit Gewölbe auf Säulen; Nebengebäude, zweigeschossiger Steildachbau mit Stall. | D-2-75-127-40 Wikidata | BW   |

### Seehof
| Lage                 | Objekt     | Beschreibung                                                                                              | Akten-Nr.              | Bild |
| -------------------- | ---------- | --- | ---------------------- | ---- |
| Seehof 95 (Standort) | Wegkapelle | Wegkapelle, offenes Gehäuse mit vorkragendem Giebel und abgewalmtem Satteldach, um 1900; mit Ausstattung. | D-2-75-127-42 Wikidata | BW   |

### Solla
| Lage               | Objekt      | Beschreibung | Akten-Nr.              | Bild |
| ------------------ | ----------- | --- | ---------------------- | ---- |
| Solla 2 (Standort) | Waldlerhaus | Waldlerhaus, Blockbau mit Flachdach und Giebelschrot, bezeichnet 1825.                                                    | D-2-75-127-43 Wikidata | BW   |
| Solla 9 (Standort) | Bauernhaus  | Bauernhaus, Mittertennbau, altertümlicher Blockbau mit Flachdach und seitlichem Anbau wohl noch 1. Hälfte 18. Jahrhundert | D-2-75-127-44 Wikidata | BW   |

### Tracking
| Lage                  | Objekt                   | Beschreibung | Akten-Nr.              | Bild |
| --------------------- | ------------------------ | --- | ---------------------- | ---- |
| Tracking 2 (Standort) | Zugehöriges Nebengebäude | Zugehöriges Nebengebäude, Blockbau, mit Flachdach, Anfang 19. Jahrhundert                                                                                               | D-2-75-127-45 Wikidata | BW   |
| Tracking 3 (Standort) | Bauernhaus               | Giebelgeteiltes Wohnstallhaus mit Blockbau-Obergeschoss, aufgesteiltem Satteldach und Giebelschroten, bezeichnet 1834, später mehrmals verändert, (1860, 1937 und 1978) | D-2-75-127-46 Wikidata | BW   |

### Untergschaid
| Lage                        | Objekt     | Beschreibung                                                                                | Akten-Nr.              | Bild |
| --------------------------- | ---------- | ------------------------------------------------------------------------------------------- | ---------------------- | ---- |
| Untergschaid 111 (Standort) | Bauernhaus | Bauernhaus, Obergeschoss-Blockbau mit Flachdach und Traufschrot, 2. Viertel 19. Jahrhundert | D-2-75-127-48 Wikidata | BW   |

### Unterneustift
| Lage                       | Objekt                     | Beschreibung | Akten-Nr.              | Bild |
| -------------------------- | -------------------------- | --- | ---------------------- | ---- |
| Unterneustift 5 (Standort) | Wohnhaus des Dreiseithofes | Zweigeschossiger und giebelständiger Obergeschoss-Blockbau mit vorschießendem Satteldach und Kniestock, 1. Hälfte 19. Jahrhundert, Dach später. | D-2-75-127-50 Wikidata | BW   |

### Wiffling
| Lage                  | Objekt        | Beschreibung | Akten-Nr.              | Bild |
| --------------------- | ------------- | --- | ---------------------- | ---- |
| Wiffling 3 (Standort) | Wohnstallhaus | Wohnstallhaus, zweigeschossiger und traufständiger, gestelzter Obergeschoss-Blockbau, mit vorschießendem Satteldach und Traufschrot, Anfang 19. Jh., Dach später. | D-2-75-127-51 Wikidata | BW   |

### Zaundorf
| Lage                  | Objekt                       | Beschreibung | Akten-Nr.              | Bild |
| --------------------- | ---------------------------- | --- | ---------------------- | ---- |
| Zaundorf 2 (Standort) | Bauernhaus des Dreiseithofes | Zweigeschossiger Obergeschoss-Blockbau mit vorschießendem Flachsatteldach und Giebelschrot, Anfang 19. Jahrhundert                                                                           | D-2-75-127-53 Wikidata | BW   |
| Zaundorf 3 (Standort) | Blockbau des Dreiseithofes   | Zweigeschossiger, teilweise versteinerter Blockbau mit vorschießendem Flachsatteldach, zwei Giebelschroten und Resten von Bemalung, bezeichnet 1723                                          | D-2-75-127-54 Wikidata | BW   |
| Zaundorf 7 (Standort) | Bauernhaus                   | Mittertennbau, zweigeschossiger und giebelständiger, teilweise versteinerter Blockbau mit vorschießendem Flachsatteldach, Kniestock und Giebelschrot, 2. Hälfte 18. Jahrhundert, Dach später | D-2-75-127-55 Wikidata | BW   |
| Zaundorf 9 (Standort) | Bauernhaus                   | Zweigeschossiger und giebelständiger Flachsatteldachbau mit Dachüberstand mit zwei Giebelschroten, bezeichnet 1809                                                                           | D-2-75-127-56 Wikidata | BW   |

## Ehemalige Baudenkmäler
In diesem Abschnitt sind Objekte aufgeführt, die früher einmal in der Denkmalliste eingetragen waren, jetzt aber nicht mehr. Objekte, die in anderem Zusammenhang also z. B. als Teil eines Baudenkmals weiter eingetragen sind, sollen hier nicht aufgeführt werden. Aktennummern in diesem Abschnitt sind ehemalige, jetzt nicht mehr gültige Aktennummern.

| Lage                                                          | Objekt                             | Beschreibung | Akten-Nr.              | Bild |
| ------------------------------------------------------------- | ---------------------------------- | --- | ---------------------- | --- |
| Edlham (Standort)                                             | Wegkapelle                         | 1. Hälfte 19. Jahrhundert; nördlich des Hofes (Anmerkung: Standort kann nicht ermittelt werden, Objekt eventuell abgegangen) | D-2-75-127-10 Wikidata | BW |
| Entweg 108 a (Standort)                                       | Bauernhaus eines Dreiseithofes     | Bauernhaus eines Dreiseithofes, mit Flachdach, Blockbau-Obergeschoss und zwei Giebelschroten, 2. Hälfte 18. Jahrhundert      | D-2-75-127-12 Wikidata | BW |
| Grubhof 116, 116 1/2 (Standort)                               | Kleinhaus                          | Kleinhaus, Nordteil mit Blockbau-Obergeschoss und Flachdach, 18./19. Jahrhundert                                             | D-2-75-127-19 Wikidata | BW |
| Grubhof 117 (Standort)                                        | Kleiner Massivbau mit Halbwalmdach | Kleiner Massivbau mit Halbwalmdach, Bierkeller mit Rundbogen-Arkaden, 2. Viertel 19. Jahrhundert                             | D-2-75-127-20 Wikidata | BW |
| Hachelberg 137 a; südwestlich (Standort)                      | Wegkapelle                         | Kleiner hölzerner Bau, 19. Jahrhundert, mit Totenbrettern (Anmerkung: Eventuell abgegangen?)                                 | D-2-75-127-24 Wikidata | BW |
| Niederndorf 17 (Standort)                                     | Bauernhaus eines Vierseithofes     | Bauernhaus eines Vierseithofes, mit Flachdach und zwei Giebelschroten, 2. Viertel 19. Jahrhundert                            | D-2-75-127-29 Wikidata | BW |
| Oberlangrain 102 a (Standort)                                 | Bauernhaus                         | Bauernhaus, mit Flachdach und Blockbau-Obergeschoss, Ende 18. Jahrhundert                                                    | D-2-75-127-30 Wikidata | BW |
| Oberlangrain 102 d (Standort)                                 | Zweigeschossiger Blockbau          | Zweigeschossiger Blockbau der 1. Hälfte 19. Jahrhundert, Dach später.                                                        | D-2-75-127-31 Wikidata | BW |
| Oberngschaid 1 (Standort)                                     | Kleinbauernhaus                    | Kleinbauernhaus, mit Blockbau-Obergeschoss, Anfang 19. Jahrhundert, Dach später.                                             | D-2-75-127-34 Wikidata | BW |
| Oberschöllnach Pleintinger Straße 12 (Standort)               | Waldlerhaus                        | Waldlerhaus, eineinhalbgeschossiger Wohnteil mit Flachdach und Giebelschrot, Ende 17. Jahrhundert                            | D-2-75-127-37 Wikidata | BW |
| Pirka 21 (Standort)                                           | Bauernhaus eines Vierseithofes     | Bauernhaus eines Vierseithofes, mit Flachdach, Blockbau-Obergeschoss und zwei Giebelschroten, um 1825/40.                    | D-2-75-127-41 Wikidata | BW |
| Tracking Hinterfeld (500 m nordwestlich des Ortes) (Standort) | Feldkapelle                        | um 1800; mit Ausstattung; Dach von 1910 (Standort nicht gesichert)                                                           | D-2-75-127-47 Wikidata | [[Vorlage:Bilderwunsch/code!/C:48.67543,13.20867!/D:Hinterfeld (500 m nordwestlich des Ortes), Feldkapelle!/\|BW]] |
| Unterneustift 4 (Standort)                                    | Wohnhaus des Dreiseithofes         | Wohnhaus des Dreiseithofes, z. T. zweigeschossiger offener Blockbau, 2. Hälfte 18. Jahrhundert, Dach später.                 | D-2-75-127-49 Wikidata | BW |
| Zaundorf 1 (Standort)                                         | Bauernhaus                         | Bauernhaus, mit Flachdach, Giebel- und Seitenschrot, bezeichnet 1858.                                                        | D-2-75-127-52 Wikidata | BW |